# Roberta Colindrez
Roberta Colindrez (Monterrey, 1986) és una actriu i escriptora nascuda a Mèxic. Interpretà el paper de Joan en el musical Fun Home. També participà en les sèries televisives I Love Dick i Vida.

## Trajectòria
Nascuda a Mèxic amb herència argentina i hondurenya, cresqué a Houston i Austin, a Texas. S'adonà que volia ser actriu quan ella i el seu germà feren classes de teatre als 12 anys. Es traslladà a Nova York quan començà a treballar com a actriu professional.
Debutà en l'Off-Broadway el 2006 protagonitzant la pel·lícula Too Much Light Makes the Baby Go Blind. Després, va aparèixer en curtmetratges i produccions teatrals, i el 2011 va escriure i protagonitzar la pel·lícula Otis Under Sky. El 2013, comença a interpretar Joan, una jove lesbiana segura de si mateixa, en el musical Fun Home off-Broadway. L'espectacle s'acabà a principis de 2014 i l'actriu va fer un cameo en la pel·lícula guanyadora de quatre premis Oscar, Birdman. El 2015, s'incorpora de nou en Fun Home, que va ser nominada a set premis Tony, dels quals n'aconseguí cinc.
També ha fet aparicions com a convidada en sèries de televisió i la seua actuació en I Love Dick com a artista de gènere no-binari fou qualificada de reeixida en una entrevista en Vanity Fair. El productor guionista Jill Soloway descrigué l'actuació de Colindrez com a magistral.
El 2019, participa en el drama televisiu Latinx Vida com a personatge de la segona temporada. També treballa com a actriu de doblatge, sobretot en Alice Isn't Dead. El 2020, participa en l'episodi pilot de la comèdia d'Amazon Studios A League of Their Own, sobre la història dels equips de beisbol femenins que aparegueren durant la Segona Guerra Mundial, de què el 1992 Penny Marshall havia fet una pel·lícula. També escriu obres de teatre amb matisos foscos, durs i còmics.
Colindrez s'identifica com a queer: li preocupa que l'encasellen pel seu paper en Vida perquè ja havia tingut problemes per a aconseguir treball com a actriu a causa de la seua sexualitat i la seua expressió de gènere, doncs ja havia manifestat que Hollywood és un lloc on a les persones queer només les deixen interpretar papers de queer. N'acceptà el paper en la sèrie després que Tanya Saracho la persuadís que el programa mostra que les persones no es defineixen per la seua sexualitat.
Colindrez conegué Bobbi Salvör Menuez en el rodatge d'I Love Dick i es va convertir en una de les seues millors amigues. Menuez va fer a Colíndrez un tatuatge com a record de la seua amistat.

## Treballs

### Teatre
- 2006 - Too Much Light Makes the Baby Go Blind, off-Broadway.
- 2012 - Song for the Disappeared, Sundance Theatre Lab.
- 2013 - 2014 - Fun Home, off-Broadway.
- 2014 - Mala Hierba, Second Stage Theatre.
- 2014 - Water, NPR Playhouse.
- 2014 - The Complete and Condensed Stage Directions of Eugene O'Neill, Volume 2.
- 2015 - 2016 - Fun Home, Broadway.
- 2017 - Hamlet, off-Broadway.

### Cinema
- 2008 - One Dollar Poem (curtmetratge).
- 2011 - Otis Under Sky, Ursula (també autora).
- 2013 - Beautiful Dreamer, Catherina (curtmetratge).
- 2014 - Birdman or (The Unexpected Virtue of Ignorance), dona de Broadway al carrer.
- 2019 - Ms. White Light, Lex Cordova.[9]
- 2020 - Friends Like That.[10]
- 2021 - Cassandro.[11]
- 2021 - La Casa Harper.[12]
- 2022 - Unidentified Objects.[13]

### Televisió
- 2012 - 2014 - Girls, Tako, 2 episodis.
- 2014 - F to 7th, bebè (curtmetratge).
- 2014 - Gotham, dona detectiva, 1 episodi.
- 2014 - Unforgettable, Pam Lisotta, 1 episodi.
- 2014 - Boardwalk Empire, 1 episodi.
- 2015 - Late Night With Seth Meyers, Self/Joan, 1 episodi.
- 2017 - I Love Dick, Devon.[14]
- 2018 - The Deuce, Irene.
- 2019 - Vida, Nico Silva.
- 2019 - Mr. Robot, Happyhardonhenry806, 1 episodi.
- 2020 - Interrogation, home detectiu, 1 episodi.[15]
- 2020 - Mrs. America, Jules, 1 episodi.
- 2020 - Monsterland, Shawn Greene, 1 episodi.[16]
- 2022 - A League of Their Own, Lupe García.[17]

### Doblatge
- 2016 - 2017 - Alice Isn't Dead, 6 episodis.
- 2018 - It Makes A Sound, Pam Orland, 1 episodi.[18]